# Obolaria virginica
Obolaria virginica är en gentianaväxtart som beskrevs av Carl von Linné. Obolaria virginica ingår i släktet Obolaria och familjen gentianaväxter. Inga underarter finns listade i Catalogue of Life.